# 丰叙吕桑
丰叙吕桑（法語：Fons-sur-Lussan，法語發音：[fɔ̃ syʁ lysɑ̃]，意为“吕桑上方的丰”）是法国加尔省的一个市镇，位于该省北部，属于尼姆区。

## 地名
与通常在法语地名中表示“在……河畔”之意的“sur”不同，该地名Fons-sur-Lussan中的“sur”意为“在……上方”，表示名为丰（Fons）的该地与吕桑（Lussan）的位置关系，并以“吕桑上方的丰”之名区分其他的“丰”，且事实上在该地附近也并无“吕桑河”存在。

## 地理
丰叙吕桑（44°11'9"N, 4°19'44"E）面积10.49 平方千米，位于法国奧克西塔尼大區加尔省，该省份为法国南部沿海省份，南端濒地中海，北起顺时针与阿尔代什省、沃克吕兹省、罗讷河口省、埃罗省、阿韦龙省和洛泽尔省接壤。
与丰叙吕桑接壤的市镇（或旧市镇、城区）包括：阿莱格尔莱菲马德、布凯、吕桑、梅雅讷-勒克拉普、里维耶尔。
丰叙吕桑的时区为UTC+01:00、UTC+02:00（夏令时）。

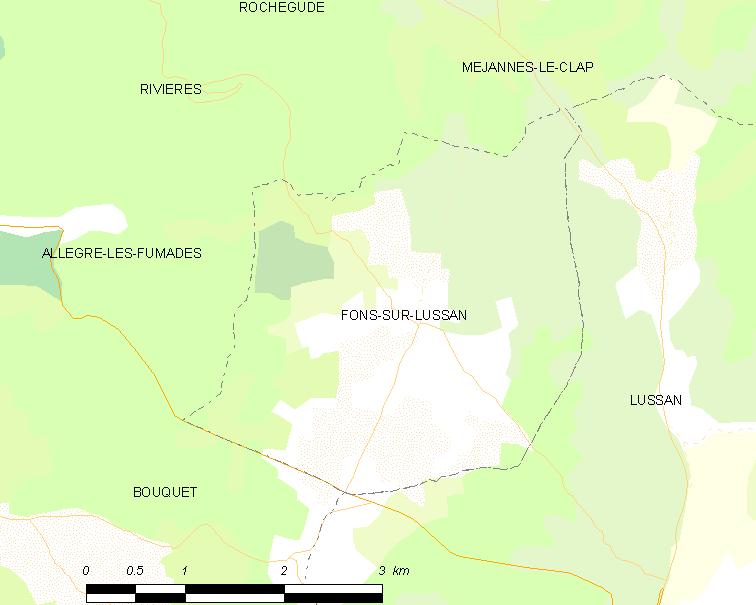
丰叙吕桑的OSM定位图

## 行政
丰叙吕桑的邮政编码为30580，INSEE市镇编码为30113。

## 政治
丰叙吕桑所属的省级选区为阿莱斯第二县。

## 人口

1962-2008年间丰叙吕桑人口变化图示

丰叙吕桑于2022年1月1日时的人口数量为228人。